# Ida-Marie Rendtorff
Ida-Marie Rendtorff (født 15. maj 1962) er en dansk forfatter.
Rendtorff fik debut som skønlitterær forfatter i 2004 med ungdomsromanen Strømsvigt skrevet sammen med forfatteren Daniel Zimakoff, som hun også er gift med. De fik Kommunernes Skolebiblioteksforeningens Forfatterpris året efter for bogen.
Hun er nummer tre i en søskendeflok på fire og har børnene Malthe Rendtorff Zimakoff (født 1994), Markus Rendtorff Zimakoff (født 1997) og Villads Rendtorff Zimakoff (født 2001).